# Interstate 27
Pour les articles homonymes, voir I27 et Route 27.
L'Interstate 27 (I-27) est une autoroute Inter-états dans l'État du Texas. Elle débute au nord de Lubbock pour se terminer à Amarillo, pres de 200 km (124 miles) au nord. Ces deux villes sont les deux seules villes d'importance du parcours de l'autoroute. À Amarillo, l'I-27 est connue comme la Canyon Expressway, bien qu'elle soit aussi appelée Canyon Drive. L'I-27 a été officiellement désignée Marshall Formby Memorial Highway d'après l'ancien procureur et sénateur du Texas, Marshall Formby en 2005. L'entièreté de l'I-27 a remplacé la US 87 pour le trafic commercial.

## Description du tracé

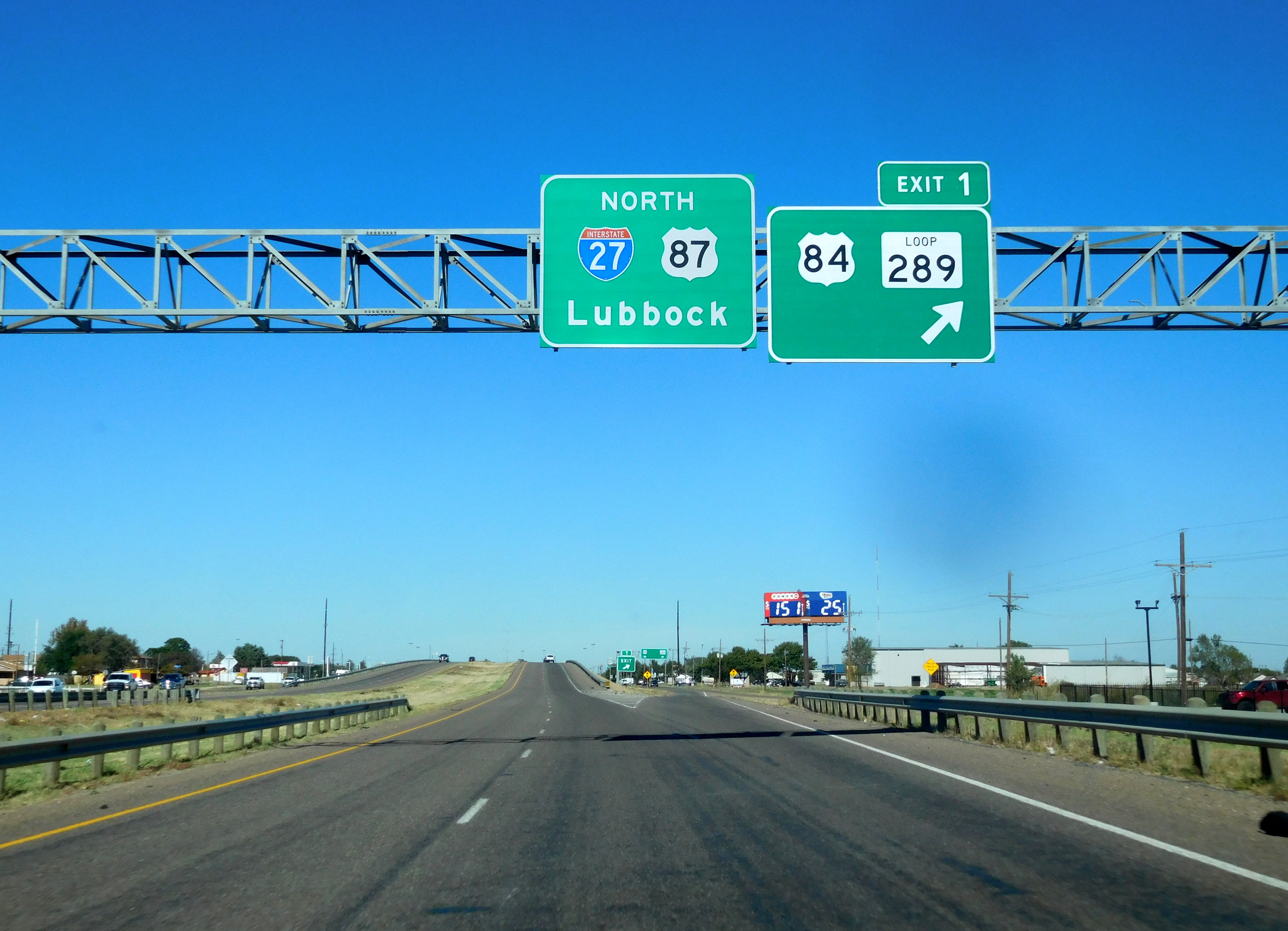
Terminus sud à Lubbock

Une grande partie du tracé de l'I-27 se situe sur l'ancienne US 87, bien que certaines portions aient été ajoutées comme voies de contournement.
L'Interstate débute à la jonction avec la Loop 289 au sud de Lubbock. Tout juste après son terminus sud, l'I-27 croise la US 84 (Avenue Q et Slaton Highway).
Durant tout son trajet à travers Lubbock, l'I-27 dispose de six voies, trois dans chaque direction. L'I-27 croise la US 62 / SH 114 et la US 82. La Spur 326 fusionne avec l'I-27 à la sortie 6A alors que la sortie 6B permet à l'I-27 de croiser à nouveau la Loop 289. C'est non loin de cet endroit que l'I-27 passe de six à quatre voies, près de l'aéroport de Lubbock. Après cela, elle quitte la ville.

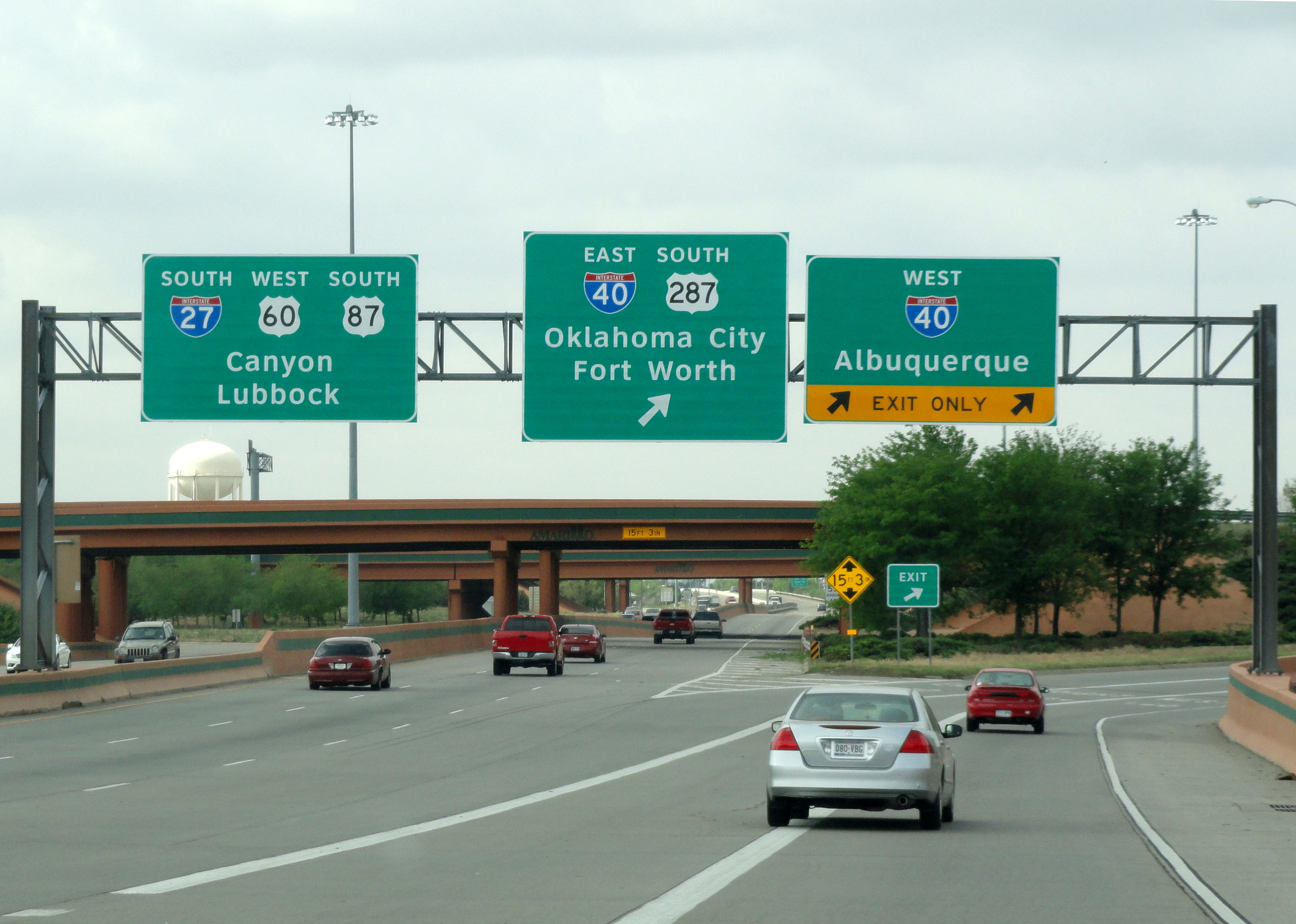
Terminus nord au sud du centre ville d'Amarillo

Au nord de l'aéroport, la voie de desserte cesse de suivre l'I-27 pour laisser passer des voies ferrées. Un peu plus, loin, deux voies par direction longent l'I-27. L'autoroute traverse alors la localité de New Deal, contournant toutefois le centre-ville par l'ouest. L'ancienne US 87 sert de route traversant le centre de la ville. La route reprend son tracé rectiligne vers le nord à travers des secteurs ruraux.
Alors qu'elle approche d'Abernathy, l'I-27 prend une courbe vers l'ouest pour longer la ville, sur son extrémité est. L'ancienne rue principale qui passe à travers la ville est la Loop 369.
À l'approche de Hale Center, l'I-27 se dirige vers le nord-est pour éviter le centre de la ville. En quittant la ville, l'I-27 se dirige toujours vers le nord-est vers Plainview.
À Plainview, l'I-27 Bus. se détache de l'I-27 pour passer à travers le centre de la ville, alors que l'autoroute se situe à l'ouest. Quelques kilomètres au nord, l'I-27 Bus. rejoint le tracé principal pour s'intégrer à l'I-27. Elle se continue vers le nord pour atteindre Kress.
À Kress, la US 87 se détache de l'I-27 pour entrer dans le centre de la localité. Les deux routes seront ainsi séparées jusqu'à Tulia, plus au nord. Elles seront à nouveau séparées à Happy, où la US 87 ira au centre du village alors que l'I-27 le contournera par l'est. L'I-27 et la US 87 seront séparées jusqu'au village de Canyon, où elles se rejoindront au nord de celui-ci. Canyon est la dernière localité avant d'atteindre les limites d'Amarillo.
L-27 est la US 87 formeront un multiplex jusqu'à la fin de l'autoroute, à Amarillo. L'I-27 entre dans les limites d'Amarillo lorsqu'elle croise la Loop 335 qui encercle la ville. Elle croisera quelques autres voies municipales jusqu'à l'atteinte de son terminus nord, à sa jonction avec l'I-40. L'autoroute se termine à cet échangeur et la US 87 continue vers le nord.

## Liste des sorties
| Interstate 27                             |              |        |        |        |                                                                                | |
| Comté                                     | Municipalité | mi     | km     | Sortie | Intersections / Destinations                                                   | Notes |
|                                           |              | 0,00   | 0,00   | —      | US 87 sud – Tahoka                                                             | Terminus sud; la route se continue comme US 87; terminus sud du multiplex avec US 87                      |
| Lubbock                                   | Lubbock      | 0,00   | 0,00   | 1      | US 84 / Loop 289 (en) / 82nd Street – Littlefield, Post                        | |
| Lubbock                                   | Lubbock      | 1,30   | 2,10   | 1A     | 50th Street – Buffalo Springs Lake, Ransom Canyon                              | Indiqué sortie 1C en direction sud                                                                        |
| Lubbock                                   | Lubbock      | 2,20   | 3,50   | 2      | 34th Street / Buddy Holly Avenue                                               | |
| Lubbock                                   | Lubbock      | 3,30   | 5,30   | 3      | US 62 / SH 114 (en) (19th Street) – Floydada, Levelland, Texas Tech University | |
| Lubbock                                   | Lubbock      | 3,70   | 6,00   | 3A     | 13th Street, Broadway                                                          | Sortie direction nord, entrée direction sud                                                               |
| Lubbock                                   | Lubbock      | 4,30   | 6,90   | 4      | US 82 (Marsha Sharp Freeway) – Crosbyton, Brownfield, Texas Tech University    | |
| Lubbock                                   | Lubbock      | 5,20   | 8,40   | 5      | Buddy Holly Avenue / Municipal Drive                                           | Sortie direction sud, entrée direction nord                                                               |
| Lubbock                                   | Lubbock      | 6,20   | 10,00  | 6A     | Spur 326 (en) (Avenue Q)                                                       | Sortie direction sud, entrée direction nord                                                               |
| Lubbock                                   | Lubbock      | 5,80   | 9,30   | 6B     | Loop 289 (en)                                                                  | Indiqué sortie 6 en direction nord                                                                        |
| Lubbock                                   | Lubbock      | 6,80   | 10,90  | 7      | Yucca Lane                                                                     | |
| Lubbock                                   | Lubbock      | 8,10   | 13,00  | 8      | FM 2641 (en) (Regis Street) – Aéroport international de Lubbock                | |
| Lubbock                                   | Lubbock      | 9,10   | 14,60  | 9      | Aéroport international de Lubbock                                              | |
| Lubbock                                   | Lubbock      | 10,50  | 16,90  | 10     | Keuka Street                                                                   | |
| Lubbock                                   | Lubbock      | 11,60  | 18,70  | 11     | FM 1294 (en) – Shallowater                                                     | |
| Lubbock                                   |              | 12,50  | 20,10  | 12     | County Road 58                                                                 | Sortie direction nord, entrée direction sud                                                               |
| Lubbock                                   | New Deal     | 13,50  | 21,70  | 13     | Loop 461 (en) nord – New Deal                                                  | |
| Lubbock                                   | New Deal     | 14,60  | 23,50  | 14     | FM 1729 (en)                                                                   | |
| Lubbock                                   | New Deal     | 15,60  | 25,10  | 15     | Loop 461 (en) sud – New Deal                                                   | Sortie direction sud, entrée direction nord                                                               |
| Lubbock                                   |              | 17,70  | 28,50  | 17     | County Road 53                                                                 | |
| Lubbock                                   |              | 20,50  | 33,00  | 20     | FM 597 (en) – Abernathy, Anton                                                 | Sortie direction nord, entrée direction sud                                                               |
| Hale                                      | Abernathy    | 21,30  | 34,30  | 21     | FM 597 (en) / FM 2060 (en) / Main Street                                       | |
| Hale                                      | Abernathy    | 22,30  | 35,90  | 22     | Loop 369 (en) sud – Abernathy                                                  | Sortie direction sud, entrée direction nord                                                               |
| Hale                                      |              | 24,30  | 39,10  | 24     | FM 54 (en) – Spade, Petersburg                                                 | |
| Hale                                      |              | 27,60  | 44,40  | 27     | Coutny Road                                                                    | |
| Hale                                      |              | 31,70  | 51,00  | 31     | FM 37 (en) est                                                                 | Terminus sud du multiplex avec FM 37                                                                      |
| Hale                                      |              | 32,60  | 52,50  | 32     | FM 37 (en) ouest – Cotton Center, Fieldton                                     | Terminus nord du multiplex avec FM 37                                                                     |
| Hale                                      |              | 36,30  | 58,40  | 36     | FM 1424 (en) nord / Main Street                                                | |
| Hale                                      | Hale Center  | 37,70  | 60,70  | 37     | FM 1914 (en) (Cleveland Street)                                                | |
| Hale                                      |              | 38,50  | 62,00  | 38     | Main Street                                                                    | Sortie direction sud, entrée direction nord                                                               |
| Hale                                      |              | 41,20  | 66,30  | 41     | County Road                                                                    | |
| Hale                                      |              | 43,60  | 70,20  | 43     | FM 2337 (en) (Cleveland Street)                                                | |
| Hale                                      |              | 45,30  | 72,90  | 45     | I-27 BL nord – Plainview                                                       | |
| Hale                                      | Plainview    | 48,00  | 77,20  | 48     | FM 3466 (en) – Hale County Airport                                             | Sortie direction nord, entrée direction sud                                                               |
| Hale                                      | Plainview    | 48,90  | 78,70  | 49     | US 70 – Plainview, Floydada, Muleshoe                                          | |
| Hale                                      | Plainview    | 50,80  | 81,80  | 50     | SH 194 (en) (19th Street) – Wayland Baptist University, Hart                   | |
| Hale                                      | Plainview    | 51,80  | 83,40  | 51     | Quincy Street                                                                  | |
| Hale                                      |              | 52,90  | 85,10  | 53     | I-27 BL sud – Plainview                                                        | |
| Hale                                      |              | 54,20  | 87,20  | 54     | FM 3183 (en)                                                                   | |
| Hale                                      |              | 56,20  | 90,40  | 56     | FM 788 (en) – Edmonson                                                         | |
| Swisher                                   |              | 61,30  | 98,70  | 61     | US 87 nord / County Road – Kress                                               | Terminus nord du multiplex avec US 87                                                                     |
| Swisher                                   |              | 63,20  | 101,70 | 63     | FM 145 (en) – Kress                                                            | |
| Swisher                                   |              | 68,40  | 110,10 | 68     | FM 928 (en)                                                                    | |
| Swisher                                   | Tulia        | 74,50  | 119,90 | 74     | SH 86 (en) – Tulia                                                             | |
| Swisher                                   | Tulia        | 75,60  | 121,70 | 75     | NW 6th Street                                                                  | |
| Swisher                                   |              | 77,50  | 124,70 | 77     | US 87 sud – Tulia                                                              | Terminus sud du multiplex avec US 87                                                                      |
| Swisher                                   |              | 82,00  | 132,00 | 82     | FM 214 (en)                                                                    | |
| Swisher                                   |              | 83,10  | 133,70 | 83     | FM 2698 (en)                                                                   | |
| Swisher                                   |              | 88,20  | 141,90 | 88     | US 87 nord / FM 1881 (en) – Happy                                              | Terminus nord du multiplex avec US 87; indiqué sortie 88A (FM 1881) et 88B (US 87 nord) en direction nord |
| Limite Swisher–Randall                    | Happy        | 90,20  | 145,20 | 90     | FM 1075 (en) – Happy                                                           | |
| Randall                                   |              | 92,20  | 148,40 | 92     | Haley Road                                                                     | |
| Randall                                   |              | 94,10  | 151,40 | 94     | FM 285 (en) – Wayside                                                          | |
| Randall                                   |              | 96,30  | 155,00 | 96     | Dowlen Road                                                                    | |
| Randall                                   |              | 99,40  | 160,00 | 99     | Hungate Road                                                                   | |
| Randall                                   |              | 103,50 | 166,60 | 103    | FM 1541 (en) nord / Cemetery Road                                              | |
| Randall                                   | Canyon       | 106,70 | 171,70 | 106    | SH 217 (en) – Canyon, Canyon de Palo Duro                                      | |
| Randall                                   |              | 108,20 | 174,10 | 108    | FM 3331 (en) vers US 60 ouest (Hunsley Road) – Hereford                        | |
| Randall                                   |              | 110,40 | 177,70 | 109    | Country Club Road                                                              | |
| Randall                                   |              | 110,80 | 178,30 | 110    | US 60 ouest / US 87 sud – Canyon, Hereford                                     | Terminus sud du multiplex avec US 60 / US 87; pas de sortie en direction nord                             |
| Randall                                   |              | 112,00 | 180,20 | 111    | Rockwell Road                                                                  | |
| Randall                                   |              | 113,00 | 181,90 | 112    | FM 2219 (en)                                                                   | |
| Randall                                   |              | 113,80 | 183,10 | 113    | McCormick Road                                                                 | |
| Randall                                   |              | 116,10 | 186,80 | 115    | Sundown Lane                                                                   | |
| Randall                                   | Amarillo     | 117,10 | 188,50 | 116    | Loop 335 (en) (Hollywood Road)                                                 | |
| Randall                                   | Amarillo     | 118,00 | 189,90 | 117    | Bell Street / Arden Road                                                       | |
| Randall                                   | Amarillo     | 119,60 | 192,50 | 119    | Hillside Road / Western Street / 58th Avenue                                   | |
| Randall                                   | Amarillo     | 120,70 | 194,20 | 120A   | Republic Avenue                                                                | Sortie direction sud, entrée direction nord                                                               |
| Randall                                   | Amarillo     | 121,00 | 194,70 | 120B   | 45th Avenue                                                                    | Indiqué sortie 120 en direction nord                                                                      |
| Randall                                   | Amarillo     | 121,60 | 195,70 | 121A   | Georgia Street                                                                 | Indiqué sortie 121 en direction nord                                                                      |
| Randall                                   | Amarillo     | 122,30 | 196,80 | 121B   | Hawthorne Drive / Austin Street                                                | Sortie direction sud, entrée direction nord                                                               |
| Randall                                   | Amarillo     | 122,20 | 196,70 | 122A   | Parker Street / Moss Lane                                                      | Sortie direction nord, entrée direction sud                                                               |
| Randall                                   | Amarillo     | 122,80 | 197,60 | 122B   | FM 1541 (en) (Washington Street) / 34th Avenue                                 | |
| Randall                                   | Amarillo     | 123,40 | 198,60 | 122C   | 34th Street / Tyler Street                                                     | Sortie direction sud, entrée direction nord                                                               |
| Potter                                    | Amarillo     | 123,70 | 199,10 | 123A   | 26th Avenue                                                                    | Indiqué sortie 123 en direction sud                                                                       |
| Potter                                    | Amarillo     | 124,10 | 199,70 | 123B   | I-40 / US 287 sud – Oklahoma City, Fort Worth, Albuquerque                     | Terminus nord; sortie 70 de l'I-40                                                                        |
| Potter                                    | Amarillo     | 124,10 | 199,70 | —      | US 60 est / US 87 / US 287 nord – Dumas, Pampa, Centre-ville                   | La route se continue comme US 60 est / US 87 / US 287 nord                                                |
| - Terminus de multiplex - Accès incomplet |              |        |        |        |                                                                                | |